# مطار زومبا
مطار زومبا (إيكاو: FWZA) هو مطارٌ يخدم مدينة زومبا، في مالاوي.